# ЯТБ-1
ЯТБ-1 — советский высокопольный троллейбус для внутригородских пассажирских перевозок производства Ярославского автомобильного завода. Аббревиатура «ЯТБ-1» означает «ярославский троллейбус, первая модель».

## История развития
Первые отечественные троллейбусы марки ЛК-1 собирали небольшим количеством в Москве из привозимых комплектующих. Электрооборудование изготавливал московский завод «Динамо», кузова́ — Завод имени Сталина (ЗИС), а шасси для первых десяти троллейбусов ЛК-1 изготовил Ярославский государственный автомобильный завод (ЯГАЗ).
Эта работа шла вне плана и выполнялась с нараставшим к концу года «штурмом».
Только в Москве к концу 1935 г. протяжённость троллейбусных маршрутов возросла до 22 км, на которых работала 61 машина. Троллейбусы нравились москвичам и особенно первому секретарю Московского комитета партии (МК и МГК ВКП(б)) Никите Сергеевичу Хрущёву, требовавшему значительного увеличения этих показателей. На 1936 г. планировался выпуск 35 троллейбусов, но в IV кв. 1935 г. это число увеличили до 250.
В 1936 г. в столице предусматривалось увеличить протяжённость троллейбусных маршрутов на 52 км, в том числе проложить одни из них по Садовому кольцу от Курского вокзала до площади Восстания.
В конце концов стало ясно, что производство троллейбусов придётся сосредоточить на специализированном заводе.

## Производство
Прототипом ЯТБ-1 стали британские троллейбусы, два образца которых главный конструктор ЯГАЗа В.В. Осепчугов приобрел во время командировки в Великобританию в октябре-ноябре 1935 года.
Проектирование первого троллейбуса собственной конструкции началось осенью 1935 года, когда на ярославском автозаводе было создано конструкторское бюро. Одновременно с подготовкой производства началось строительство первых двух троллейбусов в натуральную величину. Именно опытный троллейбус, изготовленный в 1935-м, в 1936 году решил судьбу завода, когда во время дискуссий, где же в СССР организовать выпуск, нарком тяжелой промышленности Серго Орджоникидзе отрубил: «Делайте на ярославском заводе!». К тому времени в Ярославле был уже готов образец в натуральную величину — в отличие от других предприятий отрасли. С того момента троллейбусостроение приобрело важное значение, став одним из основных направлений работы завода.
Серийный выпуск «рогатых» решили освоить на ЯГАЗе, ранее специализировавшемся на выпуске грузовиков и автобусов. В марте 1936 года для ЯАЗ определили три основных задачи по выпуску троллейбусов:
- Освоить производство троллейбусов в течение двух с половиной месяцев.
- На основе выпущенных двух опытных образцов троллейбусов наладить их производство в текущем году и изготовить 250 единиц (их внесли в план завода на 1936 г.).
- Пересмотреть и усовершенствовать конструкцию троллейбуса на основе замечаний, полученных после начала эксплуатации.

Как это часто бывало в СССР, решение о производстве троллейбусов принималось в спешке, когда годовые фонды предприятия уже были выбраны. Директор завода В. А. Еленин с большой ответственностью отнесся к организации выпуска новой продукции, выделив максимум из весьма ограниченных производственных площадей.
Под новое дело использовали помещения ФЗУ — фабрично-заводского училища. Обойный участок разместили в раздевалке, жестяницкую — в литейной мастерской, компрессоры пневматического привода тормозов собирали в красном уголке инструментального цеха, кузова — во дворе завода, под навесом. В сжатые сроки для проектирования кузова организовали специальное КБ, руководить которым поручили инженеру В. В. Осепчугову, а для обеспечения серийного выпуска — смежные производства: тормозного и электрооборудования, колёс, шин, резиновых изделий и др. Деревянный кузов проектировали конструкторы Крашенинников. Васильев, Хренов, а раму — Брейтовский. В ноябре 1935 г. спроектировали дисковый стояночный тормоз, взяв за основу от грузовика ЯГ-6, и двухбарабанные тормоза колёс. Одновременно с проектированием изготавливали кузова двух опытных образцов, сдвоенные пассажирские сидения и кресло водителя с регулировкой высоты и перемещением вперёд, другие агрегаты. Также в проектировании оборудования для будущего троллейбуса занимались специалисты НАТИ и завода «Динамо» имени С. М. Кирова. Конструкторское бюро ЗиСа сыграло значительную роль в разработке троллейбуса.
В начале 1936 г. создание нового троллейбуса оказалось в центре внимания Наркомата тяжёлой промышленности и правительства. С этого времени троллейбусному производству на ЯГАЗе уделяли больше внимания. Приказом по заводу (март 1936 г.) предусматривалось завершить выпуск двух опытных машин к середине мая, и на их основе непременно сделать в 1936 г. 250 троллейбусов. Новую машину обозначили ЯТБ-1 — Ярославский троллейбус, первая модель. В начале июля 1936 года директор ЯГАЗа В. А. Еленин получил телеграмму от народного комиссара тяжелой промышленности Орджоникидзе: «Утверждаю график выпуска троллейбусов: август — 30, сентябрь — 45, октябрь — 50, ноябрь — 60, декабрь — 85. Предлагаю твердо его придерживаться. Примите все меры, мобилизуйте рабочих, стахановцев, инженерно-технических работников, весь коллектив завода на выполнение этого важнейшего задания». Нарком Орджоникидзе имел славу человека свойского, отнюдь не такого жесткого как, скажем, нарком Каганович, но и его графика — взятого с потолка, не опирающегося ни на какие реальности — нельзя было ослушаться.
К серийному производству троллейбусов приступили, не изготовив опытного ходового образца, не проведя испытаний. Выручали смежники — московский ЗиС, поставлявший задний мост с червячной главной передачей, московский же завод «Динамо» (электрооборудование). Для изготовления кузова (его изготовление оказалось самым сложным, на долю которого приходилось 78 % трудоёмкости всей машины), требовался особый участок с большим складом, где сушились бы деревянные заготовки, не было деревообрабатывающего хозяйства. Не имея такового, ярославцы договорились сушить лес на Калининском вагоностроительном заводе и в Москве — на заводе имени Рудзутака. Деревянные детали изготавливал Сокольнический вагоноремонтный завод и ряд предприятий в Ярославле.
В связи с тем, что готового оборудования, отработанной технологии по выпуску троллейбусов в Советском Союзе не было, трудности при создании троллейбусного производства возникали практически в каждом вопросе, сказывалась неподготовленностью завода к выпуску нового изделия. Задание на выпуск троллейбусов было получено уже после того, как годовые строительные фонды на материал были распределены. Необходимой сушки твердых пород дерева — дуба, ясеня, бука не было, поэтому изготовление каркасов для пассажирских кресел, вагонки на крышу, настила пола, аккумуляторных ящиков и пр. было поручено деревоорабатывающему заводу «Парижская коммуна». Лес, из которого строили троллейбусы, доставлялся из Одессы в Калинин (ныне г. Тверь), откуда после сушки его отправляли на московский завод СВАРЗ, а потом — в Ярославль.
Деревянный кузов снаружи обшивали стальным листом, изнутри — фанерой. Масса «домика» оказалась приличной — около 3 т, из-за чего пришлось сооружать массивную раму, которую склепали из стандартных прокатных швеллеров с большим запасом прочности, о раме со штампованными лонжеронами не шло даже речи. Тот кусок рамы, где она огибала задний мост, выпускался отдельно ярославским заводом «Пролетарская свобода». Увы, по уровню технологии Ярославский автомобильный завод плелся в отстающих. Масса троллейбуса превышала 9500 кг, и, чтобы непременно облегчить машину, пришлось стенку кабины водителя заменить лёгкой перегородкой.
Коллектив завода обязался первый троллейбус изготовить к 1 Мая, а до конца месяца и в июне сделать по 20 машин. Задание наркома Орджоникидзе завод, разумеется, сорвал: до пятого сентября выпустил всего 7 троллейбусов. Выполнение обязательств сорвала «помощь» смежников: ГАЗ только в июле прислал 12 пар колёс, ЗИС задержал поставку червячных пар, Челябинский тракторный — осей и кулаков. «Постарались» и другие поставщики комплектующих изделий. Всё же 25 июля 1936 г. удалось изготовить первый троллейбус.
Сам по себе случай освоения нового изделия был беспримерен: с ходу, с колес вносились усовершенствования в конструкцию.
Серийное производство ЯТБ-1 продолжалось с июля 1936 по ноябрь 1937 год. В III кв. 1936 г. на ЯГАЗе сделали 22 троллейбуса, а в IV кв. — 97. Всего же за год — 119, вместо планировавшихся 250. В январе 1937 г. продолжали выпускать ЯТБ-1 и приступили к разработке облегченного варианта ЯТБ-2, который предполагали освоить в производстве с выпуска 200-го экземпляра. Первый образец «двойки» сделали в ноябре 1937 г., а в декабре — 30. На ЯГАЗе выпустили 450 единиц ЯТБ-1. А всего с 1936 по 1941 год в цехах Ярославского автомобильного завода было изготовлено 922 машины всех модификаций (кроме ЯТБ-3): ЯТБ-1, ЯТБ-2, ЯТБ-4, ЯТБ-4а, ЯТБ-5, которые до войны поставляли в 11 городов страны: Тбилиси, Сталино, Черновицы и др.
Наладив в 1936 году производство троллейбусов, ярославский автозавод заложил основы для серийного производства целого поколения троллейбусов в Советском Союзе. Уже в послевоенные годы, совершенствуя конструкцию троллейбусов, отечественные троллейбусостроители ещё много лет пользовались наработками, достижениями и чертежами ярославцев. Машины ЯТБ знаменуют огромный вклад в это старинного русского города Ярославля.
- Вид спереди
- Вид сзади
- Вид спереди правее
- Задний диван в салоне
- Вид на заднюю дверь

## Работа в городах СССР
Первый троллейбус ЯТБ-1 начал работать в Москве 5 августа 1936 года, изящный для того времени лайнер, окрашенный голубым, желтым и светло-зеленым лаком. Газета «Правда» писала:

«В Москву прибыл выпущенный Ярославским автозаводом новый троллейбусный вагон, отличающийся значительными преимуществами в сравнении с идущими сейчас в Москве вагонами. Он имеет красивую окраску. В вагоне 34 удобных мягких места. Для отопления зимой поставлены 6 электрических печей. Двери открываются и закрываются автоматически, как в вагонах метрополитена. Внутренняя отделка вагона очень изящна. В случае прекращения на линии тока электрического освещения в вагоне зажигаются два ярких фонаря, получающих ток от аккумуляторов. Для шофера поставлено удобное кресло. Ход у нового вагона бесшумный и эластичный. Этому способствуют полубаллоны на колесах и червячная передача вместо обычной».

Главным потребителем троллейбусов ЯТБ была Москва, но кроме столицы СССР, в 1936 году поставки ЯТБ-1 начались в Ленинград, где 21 октября 1936 года было открыто троллейбусное движение. К этому событию на ЯАЗе было изготовлено 4 троллейбуса, которые должны были открыть первый маршрут в городе на Неве. В 1936 году была построена и отправлена партия троллейбусов в Киев. Существенное расширение географии поставок произошло уже в следующем году, когда 15 машин ЯТБ-1 отгрузили в Ростов-на-Дону и несколько - для Тбилиси. Производство троллейбусов на ЯАЗе прекратилось осенью 1941 года, к тому времени в Москве числилось свыше 540 троллейбусов, в Ленинграде — 133, в Тбилиси — 50, в Киеве — 36, в Харькове — 27, в Баку — 15, в Сталино (Донецк) — 12 и в Ростове-на-Дону — 28. Несмотря на прекращение выпуска нового электротранспорта в период с 1942 по 1957 года при различных обстоятельствах ЯТБ появлялись в городах СССР и Восточной Европы.
В ноябре 1941 года из Москвы было эвакуировано 105 троллейбусов, которые на железнодорожных платформах были доставлены в Куйбышев (Самара). Уже оттуда часть троллейбусов была распределена между городами Челябинск и Свердловск (Екатеринбург), где в 1942 и 1943 годах было открыто троллейбусное движение. 50 троллейбусов из 105 прибывших в Куйбышев в 1943 году были возвращены в Москву. Оставшиеся были отправлены в Новосибирск, где они, простояв на железнодорожной станции без действия, были переадресованы обратно в Москву. Часть возвращенных из эвакуации троллейбусов была восстановлена, а 10 единиц после капитального ремонта на Тушинском авиазаводе в 1947 году были отправлены в Горький (Нижний Новгород), где в том же году было организованно троллейбусное движение.
Малоизвестная история троллейбусов ЯТБ-1: вагоны продолжали курсировать по оккупированному немцами Донецку в годы войны по линии Studstaedtchen — Stahlwerk.
Шесть троллейбусов модели ЯТБ-1 из Ленинграда в Киров были доставлены 25 апреля 1943 года. У них на бортах оставались ленинградские номера: № 4, 5, 10, 12, 13 и 14. До пуска первой очереди троллейбуса и завершения строительства депо, троллейбусы стояли на территории 1-й пожарной части, где с помощью мастерских пожарной части был начат их небольшой восстановительный ремонт.
С окончанием войны и восстановлением городского хозяйства оставшиеся ЯТБ-1, ЯТБ-2, ЯТБ-4 и ЯТБ-4А в Москве, Ленинграде, Харькове и Киеве прошли капитально-восстановительный ремонт (КВР) с глубокой модернизацией кузова. Их оснастили новыми удобными сиденьями и стеклоподъемниками, деревянно-дерматиновую крышу заменяли на металлическую, усовершенствовали тормозную систему и электрооборудование. В Москве в период с 1944 по 1947 года ярославские троллейбусы сначала восстанавливали на Тушинском авиазаводе, а потом - на МТРЗ, где им присваивали индекс ЯТБ-1М. Позже там же их перестраивали в модель МТБ-10. Этот модернизированный троллейбус внешне был похож на тушинский МТБ-82, однако шасси для МТБ-10 использовалось со старых ярославских троллейбусов. В Ленинграде троллейбусы ремонтировали на ВаРЗе, где в конструкцию троллейбусов ЯТБ вносились свои изменения. Но, пожалуй, самую необычную модернизацию с сохранением узнаваемых черт ЯТБ делали в Харькове. Троллейбусам врезали стекла от МТБ-82, меняли расположение тягового двигателя и обшивку кузова. В таком виде они работали на улицах Харькова до середины 1950-х годов, а позже использовались в качестве вспомогательного транспорта. В Москве ЯТБ-4, ЯТБ-4А, ЯТБ-1М и ЯТБ-3 работали до 1953 года, МТБ-10 - до 1968 года.
Кроме того, часть троллейбусов была преобразована во вспомогательную грузовую технику.
Осенью 1941 г. в Москве у изношенных троллейбусов ЯТБ демонтировали сиденья и двери, чтобы возить дрова и продукты, а один приспособили для сбора стреляных зенитных гильз. Грузовые троллейбусы, сделанные из ЯТБ, использовали для перевозки малогабаритных грузов, наполняя кузов через окна и дверные проемы. Для доставки габаритных грузов салон заменяли бортовой платформой.
Для переделки в грузовые лучше всего подходили ЯТБ-1, поскольку их несущее основание обладало большим запасом прочности. Чтобы грузовой троллейбус мог отъехать подальше от контактной сети, применяли особое устройство - «удочку», представлявшую собой высоковольтный кабель, соединявший токоввод машины с контактной сетью.
Однако сравнительно малый срок службы конструкции кузова (не более 10 лет) не позволил эксплуатировать эти машины далее, и в конце 40-х годов они были сняты с линий. Правда в некоторых городах СССР троллейбусы ЯТБ работали вплоть до начала 60-х годов, то есть более 20 лет.

## Описание конструкции

### Рама и кузов
Троллейбус ЯТБ-1 представляет собой машину рамной конструкции: все узлы и агрегаты монтируются на раме, образуя специальное троллейбусное шасси. К массивной склёпанной из швеллеров раме с прокатными поперечинами крепятся все основные узлы и агрегаты троллейбуса — кузов, тяговый двигатель ДТБ-60, передний и задний мосты на подвеске из полуэллиптических листовых рессор, пневмокомпрессор. Тяговый электродвигатель сильно смещен влево и расположен под левым рядом сидений, поэтому рама несимметрична. В пределах колесной базы левый лонжерон сильно смещен к борту троллейбуса, между левым и правым лонжеронами проложен третий, центральный, который проходит вдоль продольной оси троллейбуса для обеспечения дополнительной жесткости.
Троллейбус имел полуобтекаемый деревянный кузов (дуб, ясень и бук) с металлической облицовкой, как и у троллейбусов ЛК-1, но другой, менее угловатой формы. Он имел значительную массу (3 т) и на его изготовление приходилась непомерно большая доля (78 %) общей трудоёмкости. Кузов крепился к раме троллейбуса и в принципе мог быть заменён на другой в случае каких-либо повреждений. Для доступа к ряду узлов и агрегатов в полу были сделаны люки. Значительно снижен уровень пола в проходе между сиденьями, что позволило сделать всего одну ступеньку. Бамперы изготовлены из мощной стальной полосы, между ними и кузовом поставлены деревянные бруски.
Кузов имеет два дверных портала: один - в задней оконечности, другой - сзади колёсной арки переднего моста. В дверных порталах устанавливаются ширмовые деревянные двери. Ширина проема двери — всего 75 см. С внутренней стороны кузова над дверными порталами установлены коробки для пневматических приводов открытия и закрытия дверей. Почти всю переднюю стенку кузова занимают две створки люка, которые, подобно воротам, распахиваются в разные стороны. Боковые стекла пассажирского салона имеют возможность опускаться внутрь кузова.
В ЯТБ-1 ставились мягкие сиденья диванного (на пружинах) типа. Кузов ЯТБ-1 имел меньше посадочных мест, чем устаревший ЛК-1 (33 места для сидения и 17 мест для стоячих пассажиров против 55). Место водителя не было изолировано кабиной, а отделялось лишь занавеской.

### Мосты
ЯТБ-1 — двухосный троллейбус, у которого ведущими колёсами являются задние, а передние служат для задания и смены направления движения. Колеса, шины, ступицы колес, передняя ось, рулевой механизм и ряд других деталей и узлов троллейбус заимствовал у серийного ярославского грузовика ЯГ-4. Увеличенный размер пневматических шин повысил их эксплуатационную надежность. Оба моста подвешиваются к раме ЯТБ-1 на полуэллиптических листовых рессорах. Задний мост прикреплен к раме продольными реактивными тягами. На передних концах рессор нет привычных кронштейнов с пальцами, спереди рессоры ничем не связаны с рамой. Когда пассажиров много и троллейбус загружен, лонжероны рамы «садятся» на концы рессор. На задних концах рессор — привычные серьги. В подвеске отсутствовали амортизаторы. Резиновые отбойники, ограничители хода подвески, на иных современных троллейбусах остались такой же деталью, что были на ЯТБ.
Передний и задний мосты существенно различаются по конструкции, так как, помимо общих функций, они выполняют свои специфические задачи. Передний мост является менее массивным и сложным по устройству, чем задний; он содержит в себе механизм поворота колёс. Рулевой механизм не имел усилителя, и при маневрировании машиной водителю выпадала немалая физическая нагрузка, но все же управление машиной стало легче, чем у ЛК-1. Ось редуктора главной передачи лежала на 250 мм левее продольной оси машины, и полуоси заднего моста были неодинаковой длины. Червячная главная передача позволила сделать ход троллейбуса мягким и бесшумным.

### Пневмооборудование
Троллейбус ЯТБ-1 оснащался богатым набором пневматического оборудования для обеспечения работы многих узлов и агрегатов машины. Предусматривалось пневматическое оборудование для привода тормозов, стеклоочистителей, управления дверьми и для накачки шин. Сжатый воздух подавал трехцилиндровый компрессор типа ЯТБ-1, приводившийся в действие автономным электромотором.

### Электрооборудование
Электрооборудование троллейбуса ЯТБ-1 получает питание от двухпроводной троллейбусной контактной сети с напряжением 550 В посредством подвижных штанг-токосъёмников. В его состав входят:
- тяговый электродвигатель (ТЭД) ДТБ-60;
- пускотормозные сопротивления;
- контакторы группового реостатного контроллера;
- контроллер водителя (реверс тягового электродвигателя);
- мотор-компрессор пневмосистемы машины;
- цепи наружного освещения, световой и звуковой сигнализации;
- цепи внутреннего освещения пассажирского салона и кабины водителя;
- цепи обогрева пассажирского салона.

Схему электрооборудования отработали ещё на ЛК-1 № 56.
Главными узлами электрооборудования ЯТБ-1 являются тяговый электродвигатель ДТБ-60 мощностью 60 кВт и система управления проходящим через него электрическим током. Двигатель ДТБ-60 располагается с левой стороны рамы и является электромотором коллекторного типа с компаундным возбуждением(смешанное возбуждение). Масса двигателя составляла 590 кг.
На крыше троллейбуса устанавливались на фарфоровых изоляторах штанговые токоприёмники длиной 5,9 м с токосъёмом роликового типа. Позади них в специальном ящике располагались пускотормозные сопротивления.
Разгон троллейбуса водитель осуществлял при помощи косвенной неавтоматической реостатно-контакторная системы управления (РКСУ). Нажимая педаль «газа» (контроллера), водитель коммутировал низковольтные электрические сигналы, которыми управлялись высоковольтные контакторы. Система располагалась за левой створкой «шифоньера», как называли отсек в передней части троллейбуса, где находилось высоковольтное оборудование и куда вели распашные дверки с вентиляционными прорезями. Под левой створкой капота — контроллер водителя, состоящий из 11 роликов с кулачками. Под правой створкой — электрощит, состоящий из двух контакторных панелей, на которых находятся контакторы и реле, регулирующие прохождение тока по цепям тягового двигателя.
Аккумуляторная батарея и реле-регулятор, располагались под кузовом троллейбуса.
Для отопления зимой в троллейбусе устанавливались 6 электрических печей и электрические обогреватели лобовых стекол.

### Тормозная система
На ЯТБ-1 разработчики применили передовую тормозную систему, в окончательном виде состоявшую из четырёх уровней. Сначала осуществлялось электрическое торможение, когда тяговый электродвигатель включался в режим генератора. На большой скорости осуществлялось рекуперативное торможение, при котором вырабатываемый ток высокого напряжения поступал в питающую сеть. Когда напряжение, вырабатываемое тяговым электродвигателем, становилось меньше сетевого, начиналось реостатное торможение, при котором ток из тягового двигателя поступал в реостаты, расположенные на крыше кузова.
Рекуперативно-реостатная система электрического торможения позволяла замедлять ход троллейбуса на всём диапазоне скоростей движения. Для сравнения на ЛК-1 с аналогичной системой в её начальном варианте приходилось пользоваться колесными тормозами с механическим приводом со скорости 20 км/ч и ниже.
Для полной остановки машины использовался пневматический привод колодочных тормозов всех четырёх колёс. Торможение задних колес осуществлялось центральным тормозом. Колесные тормоза с пневматическим приводом играли на ЯТБ-1 вспомогательную роль. Но как бы там ни было, эта модель стала первой в истории автомобилестроения машиной с пневмоприводом тормозов, а также дверей. Остановив машину, требовалось зафиксировать её на месте с помощью ручного колодочного стояночного тормоза на все колёса.

## Оценка проекта
В ЯТБ-1 по сравнению с ЛК-1 ввели немало новшеств: пневмопривод тормозов, дверей, стеклоочистителей, двухсторонние ширмовые двери — в те годы такого не применяли в автобусах, трамваях, электричках. Для снижения центра тяжести пол в проходе между сиденьями максимально опустили, а тяговый электродвигатель вместе с двухступенчатым карданным валом сместили под левый ряд сдвоенных пассажирских кресел, задний мост снабдили червячной главной передачей. Поэтому пассажиры не взбирались в салон по «трём ступенькам вверх», как в ЛК-1, да и шум в салоне уменьшился благодаря работавшему намного тише червячному зацеплению главной передачи. Сиденье водителя регулировалось по высоте.
Весной 1937 года были подведены первые итоги работы ярославских троллейбусов в Москве. Ярославский первенец не был лишен недостатков.
Основным недостатком нового троллейбуса считали тяжёлый деревянный кузов. Первая машина оказалась тяжелее ЛК-1 — её масса без пассажиров составила 9500 кг, но уже десятый экземпляр в ходе доводки «похудел» более чем на полтонны (8900 кг).
Слабыми местами ЯТБ-1 стали силовая передача, карданный вал, червячный редуктор и полуоси. После непродолжительного срока службы часто выходили из строя эти важные узлы, что ухудшало эксплуатационные показатели троллейбусов из-за простоев на линии и возвратов в парк по неисправности. При разрушении карданного вала теряется возможность применения электрического торможения и центрального тормоза. В практике эксплуатации имели место случаи, когда вращающаяся труба разрушенного кардана повреждала воздухопровод и тормозные камеры, вследствие чего троллейбус становился неуправляемым. Анализ аварий показал, что разрушение карданного вала, червячного редуктора и полуосей чаще всего происходило при пользовании центральным тормозом из-за чрезмерной силы его действия.
В общей сложности с начала эксплуатации произошло 113 аварий редукторов задних мостов. Причинами стали дефекты в изготовлении роликовых подшипников и неточности в деталях червячного редуктора, допущенные заводом ЗиС, в связи с чем на ярославском автозаводе была создана комиссия Главного управления автотракторной промышленности. Итогом работы этой комиссии стало заключение о том, что выпуск червячных редукторов в существующем виде недопустим. При проведении практических мероприятий по улучшению сборки червячных редукторов с 1 по 25 февраля 1937 года троллейбусы на заводе не выпускались. Стало увеличиваться отставание от графика выпуска троллейбусов. Неприятно, что недоделанные деревянные кузова троллейбусов, выставленные на улицу, к весне частично сгнили, и многие детали пришли в негодность. Браку и срыву наркомовских поставок нашли типичное для своего времени объяснение: на заводе разоблачили «вредителей». В июне 1937 года был освобожден от занимаемой должности директор ярославского автозавода Еленин, газеты писали: «Разоблачен враг народа, бывший директор завода Еленин много напакостил заводу. Его вредительская подрывная деятельность была направлена главным образом на разрушение и вывод из строя станочного парка. Враг бил по самому ощутимому месту завода…» Такая на автозаводе была найдена причина плохого качества выпускаемых троллейбусов.
Высоковольтная электроаппаратура троллейбуса ЯТБ-1, расположенная в передней части кузова, была плохо защищена от проникновения влаги в дождливую погоду и в период снеготаяния. Как и на ЛК, вода, проникавшая в электроаппаратуру, повреждала изоляцию, вызывала утечку тока, неисправность аппаратуры и возгорание от коротких замыканий. Влага попадала и на низковольтное оборудование (аккумуляторная батарея и реле-регулятор), расположенное под кузовом троллейбуса, вызывая дополнительные простои троллейбуса. Затрудняло проведение ремонта расположение высоковольтного электрооборудования в передней части корпуса. В процессе эксплуатации выяснилось, что отсутствие изолированной кабины ухудшило условия работы водителя. Неудовлетворительная конструкция стеклоподъёмных механизмов (из-за этого окна в салоне не открывались) лишала пассажиров возможности свободно открывать окна салона, вследствие чего в теплое время года было душно, а примитивная вентиляция лишь усугубляла ситуацию.
В пневмооборудовании ЯТБ-1 был серьёзный недостаток — замерзали воздухопроводы, что вызывало неисправности компрессора и тормозной системы.
Много хлопот доставляли токоприёмники: даже при небольшой скорости (а троллейбусы ЯТБ больше 40 км/ч и не разгонялись) ролики вращались со страшной скоростью — несколько тысяч оборотов в минуту. От этого они быстро изнашивались и ломались. Срок «жизни» одного ролика был около 8-10 дней. Замена ролика была непростым занятием, и троллейбус со сломанным роликом вставал, как вкопанный. Это продолжалось до тех пор, пока в 1938 г. не были применены головки с графитовым скользящим башмаком, которые стали служить значительно дольше. Такие головки не только хорошо скользили по проводу, но и дополнительно «смазывали» на нем неровности. Конструкция используется до сих пор.

## Сохранившиеся экземпляры
Оба сохранившихся экземпляра обнаружены, восстановлены и выставлены в Петербурге. Они - экспонаты Музея городского электрического транспорта. 
До 1990-х годов считалось, что троллейбусов ЯТБ не сохранилось. После списания некоторые машины использовались как сараи и бытовки, но даже такую «недвижимость» повсюду безжалостно смело время. В 70-х несколько превращенных в бытовки ЯТБ ещё стояли в петербургском Троллейбусном парке № 1, один из них был отреставрирован для нужд «Ленфильма». Машина снялась в таких фильмах, как «Рождённая революцией», «Записки мёртвого человека», «Блокада». Последняя лента стала роковой, при съемках художественного фильма о тяжелых днях блокадного Ленинграда троллейбус по замыслу режиссёра сожгли. Так, казалось, был утерян последний экземпляр и история подписала ЯТБ свой приговор.
Но произошло буквально чудо — в 1996 году в одном из садоводств ст. Горьковское в Ленинградской области был найден кузов троллейбуса, стоявший на дачном участке в качестве сарая. По раме с тремя продольными швеллерами реставраторы установили, что найденный на дачном участке троллейбус — именно ЯТБ-1. На раме стояло клеймо «1936». На сохранившемся деревянном фрагменте кабины водителя обнаружился бортовой номер - 44. 
Последние годы перед списанием и отправкой на дачный участок этот ЯТБ служил учебным в каком-то ленинградском парке: в кабине нашлись остатки механизма «двойных педалей». Силами питерских энтузиастов он был перевезен в город и  отреставрирован в 2004 году. Сейчас он находится в петербургском музее электротранспорта. Этот экземпляр дает полное представление о том, каким видели новый троллейбус инженеры и конструкторы в 1936. 
Сегодня машина участвует в парадах электротехнике, экскурсиях и съёмках. 24 октября 2015 года троллейбус ЯТБ-1 приезжал в Москву для участия в празднике Московского троллейбуса.
В 2011 году остров Ниуэ выпустил 4 серебряные монеты из серии «Городской транспорт СССР» номиналом 2 новозеландских доллара. На одной из монет изображен троллейбус ЯТБ-1.
Позднее под Петербургом был обнаружен еще один сарай из троллейбуса ЯТБ. Исследования показали, что это ЯТБ-2. Силами специалистов петербургского Музея городского электрического транспорта машина с бортовым номером 118 была отреставрирована по послевоенным чертежам. Благодаря этому на примере двух троллейбусов можно отследить, как за полтора десятилетия изменился подход к технике для общественного транспорта.